# Clematis alpina
Clematis alpina es una especie de liana perteneciente a la familia de las ranunculáceas.

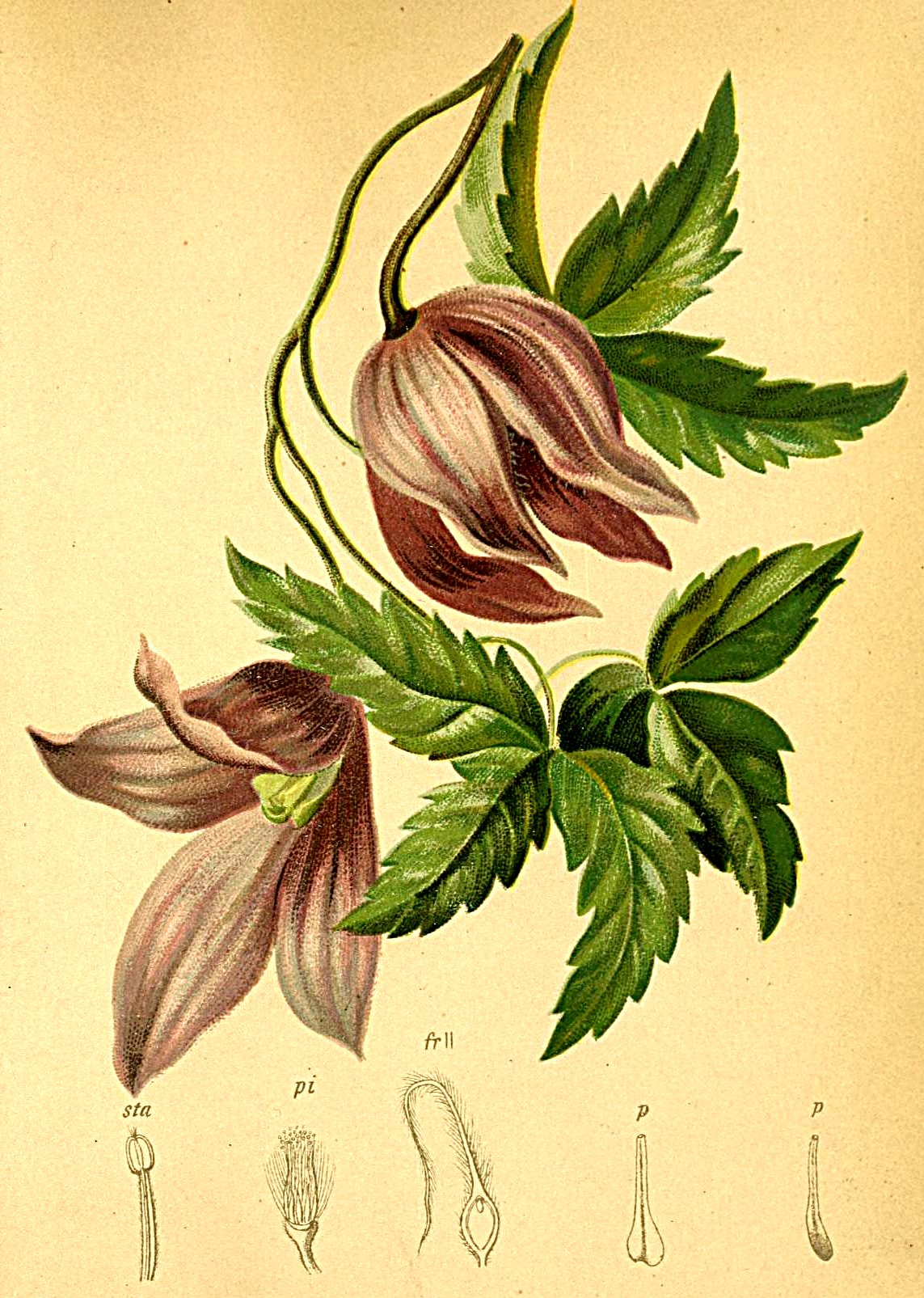
Ilustración

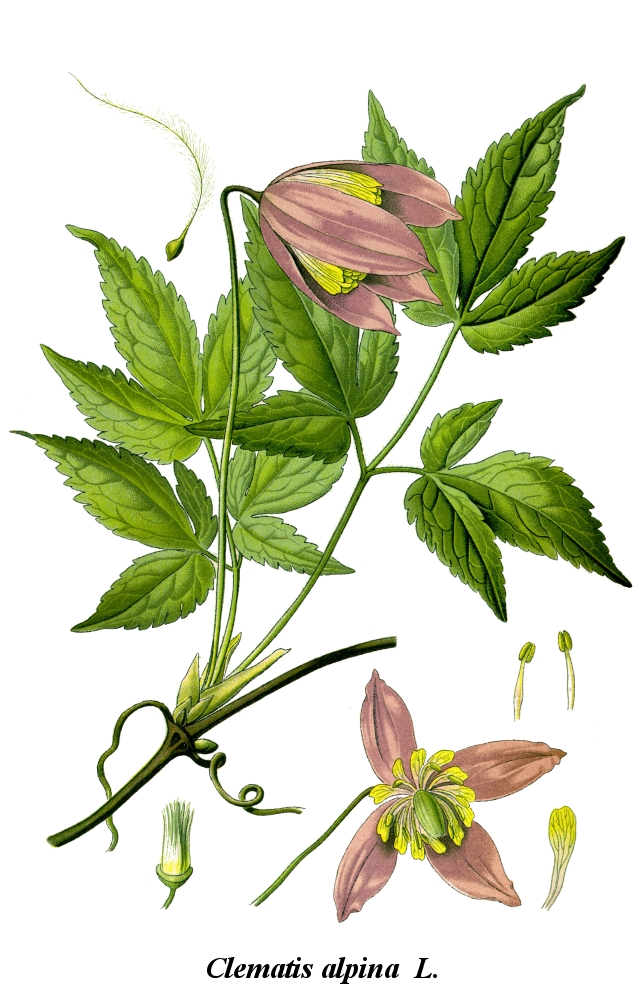
Ilustración

## Descripción
Es una planta robusta trepadora que proviene de los Alpes y que soporta una temperatura hasta -20 °. Se agarra a casi cualquier sustrato: troncos de árboles, rocas, musgos ... Las flores son simples de color azul claro u oscuro en forma de campana. Florecen en primavera en los ramos del pasado año.

## Distribución
Crece en una tierra calcinosa. Se encuentra naturalmente en los Alpes del este y del suroeste, los Pirineos, los Apeninos, en la cordillera de los Balcanes y los Cárpatos.

## Taxonomía
Clematis alpina fue descrita por (Carlos Linneo) Mill. y publicado en The Gardeners Dictionary:. .. eighth edition no. 9, en el año 1768.
Etimología
Clematis: nombre genérico que proviene del griego klɛmətis. (klématis) "planta que trepa".
alpina: epíteto latino que significa "de los Alpes".
Variedades
- Clematis alpina var. fauriei H.Boissieu
- Clematis alpina var. fusijamana Kuntze
- Clematis alpina subsp. ochotensis (Pall.) Kuntze
- Clematis alpina subsp. sibirica (L.) Kuntze

Sinonimia
- Anemone atragene K.Krause
- Atragene alpina L.	basónimo
- Atragene austriaca Scop.
- Atragene clematides Crantz[5]

var. fauriei H.Boissieu
- Clematis fauriei (H.Boissieu) M.Johnson[6]

var. fusijamana Kuntze
- Clematis fusijamana (Kuntze) M.Johnson[7]

subsp. ochotensis (Pall.) Kuntze
- Atragene ochotensis Pall.
- Atragene platysepala Trautv. & C.A.Mey.	S
- Clematis ochotensis (Pall.) Poir.
- Clematis platysepala (Trautv. & C.A.Mey.) Hand.-Mazz.[8]

subsp. sibirica (L.) Kuntze
- Atragene sibirica L.
- Atragene speciosa Weinm.
- Atragene tianschanica Pavlov
- Clematis sibirica (L.) Mill.
- Clematis turkestanica M.Johnson[9]